# アトリー伯爵
アトリー伯爵（英語: Earl Attlee）は、イギリスの伯爵位。連合王国貴族。1955年に元首相クレメント・アトリーが叙されたのに始まる。

## 歴史
労働党の政治家で1945年から1951年まで首相を務めたクレメント・アトリー（1883年 – 1967年）が1955年12月16日に連合王国貴族としてアトリー伯爵(Earl Attlee)及びエセックス州ウォルサムストーのプレストウッド子爵(Viscount Prestwood, of Walthamstow, county of Essex)に叙された。
初代伯の死後、唯一の男子であるマーティン・リチャード・アトリー（1927年 – 1991年）が第2代アトリー伯爵位を継承した。2代伯マーティンは父同様に労働党の政治家として活動したが、1982年に社会民主党に入党、鞍替えを果たしている。
2代伯の死後、唯一の男子であるジョン・リチャード・アトリー（1956年 - ）が第3代アトリー伯爵位を継承した。ジョンが2015年現在の当主である。しかし彼には2020年現在のところ子供がない。他に継承可能な人物もないので、このまま3代伯が男子ができないまま死去した場合には爵位は廃絶することになる。
伯爵家のモットーは『労働は万事を克服す(Labor Vincit Omnia)』。

## 現当主の保有爵位
現当主である第3代アトリー伯爵ジョン・アトリーは以下の爵位を有する。
- 第3代アトリー伯爵(3rd Earl Attlee)
(1955年12月16日の勅許状による連合王国貴族爵位)
- 第3代エセックス州ウォルサムストーのプレストウッド子爵(3rd Viscount Prestwood, of Walthamstow in the County of Essex)
(1955年12月16日勅許状による連合王国貴族爵位)

## アトリー伯爵（1955年）
- 初代アトリー伯爵クレメント・リチャード・アトリー（1883年 – 1967年）
- 2代アトリー伯爵マーティン・リチャード・アトリー（1927年 – 1991年）
- 3代アトリー伯爵ジョン・リチャード・アトリー（英語版）（1956年 - ）
  - 2015年現在、爵位の法定推定相続人も推定相続人もいない。